# Willy Murphy
Willy Murphy (1936-1976) était un auteur de comics underground.

## Biographie
Willy Murphy naît en 1936. Dans les années 1960 et 1970, il dessine à San Francisco un comics underground intitulé SF Underground Comix dans lequel il se moque des hippies de sa ville. Il travaille ensuite pour des maisons d'édition à New York. En 1975 et 1976 il dessine des bandes dessinées pour deux magazines d'humour Arcade et National Lampoon. Il meurt en 1976 d'une pneumonie.

## Influence
Son travail a eu une influence sur d'autres auteurs de comics underground comme Gilbert Shelton et Paul Mavrides